# Miguel Gallardo
José Miguel Gallardo Vera (Granada, 29 de setembro de 1949 — 11 de novembro de 2005) foi um cantor, compositor e ator espanhol. Conhecido por seus temas românticos, entre a que mais se destaca é "Hoy tengo ganas de ti", que vendeu mais de 2 milhões de cópias em seu ano de lançamento, em 1976. Foi casado com a atriz Pilar Velázquez.